# زورق دورية سوبر دفورا مارك 2
زورق الدورية فئة سوبر دفورا مارك 2 هو فئة عالية السرعة من زوارق الدورية المخصصة لمجموعة متنوعة من المهام البحرية بدايةً من مجموعة مهام الدوريات الساحلية النموذجية إلى الحرب الساحلية عالية السرعة والمناورة. وقد بنتها شركة صناعات الفضاء الإسرائيلية لصالح البحرية الإسرائيلية خلفاً لزوارق الدورية السريعة من فئة دفورا. استخدمت البحرية السريلانكية [الإنجليزية] زوارق سوبر دفورا 2 لمواجهة عمليات نمور تحرير التاميل-إيلام في البحر.

## التصميم والبناء
يبلغ طول سوبر دفورا 2 25.4 م (83 قدماً)، ويتميز بهيكل مصمم من سبائك الألومنيوم البحرية من أجل الحفاظ على معايير إبحار عالية والقدرة على المناورة وتحقيق الاستقرار الثابت (في الحالة السليمة والتالفة)، والاستقرار الديناميكي في البيئات المعاكسة.

## التسليح
كان السلاح الرئيسي لتصميم سوبر دفورا مارك 2 في الأصل هو مدفع أورليكون 20 ملم الذي يُدار يدوياً. حالياً يجرى تعديل جميع زوارق سوبر دفورا مارك 2 للسماح بتركيب مدفع تايفون 25-30 ملم المثبت والذي يمكن دعمه بأحدث الأنظمة الكهروضوئية طويلة المدى التي تعمل ليلاً ونهاراً ويمكن تثبيتها على الصاري. بالإضافة إلى التسليح الرئيسي، تزود زوارق سوبر دفورا مارك 2 بمدافع رشاشة ثقيلة أو خفيفة، حسب متطلبات التشغيل.
تحمل زوارق سوبر دفورا مارك 2 التابعة للبحرية السريلانكية أنظمة أسلحة إضافية مثل قاذفات القنابل الأوتوماتيكية ورشاشات متعددة الأغراض ورشاشات ثقيلة.

## المستخدمون
إرتريا
- البحرية الإريترية [الإنجليزية] (6 زوارق) [1]

 الهند
- البحرية الهندية (6 زوارق و1 زورق خرج من الخدمة)[1]

 إسرائيل
- البحرية الإسرائيلية (زورقان في الخدمة وزورقان خارج الخدمة)

 سلوفينيا
- البحرية السلوفينية [الإنجليزية] (1 زورق في الخدمة)[1]

 سريلانكا
- البحرية السريلانكية [الإنجليزية] (4 في الخدمة و1 زورق غرق)[1]

## وصلات خارجية
- www.israeli-weapons.com
- Super Dvora II bharat-rakshak.com